# Tour des Émirats arabes unis 2023
Le Tour des Émirats arabes unis 2023 (officiellement UAE Tour) est la 5e édition de cette course cycliste masculine sur route, organisée du 20 au 26 février aux Émirats arabes unis. La course est tracée sur sept étapes et une distance totale de 1 028,2 km entre Al Dhafra Castel et le Jebel Hafeet.
Il fait partie de l'UCI World Tour 2023, le calendrier le plus important du cyclisme sur route.

## Parcours
Cette cinquième édition se compose de quatre étapes plates, de deux étapes avec arrivées au sommet et d'un contre-la-montre par équipes ultra plat. Comme l'année précédente, la course se termine avec une étape au sommet du Jebel Hafeet (11 kilomètres à 5.4 % de moyenne).

## Équipes
20 équipes de six coureurs participent à la course : 16 des 18 WorldTeams (les équipes Arkéa-Samsic et Cofidis ne sont pas présentes) et 4 ProTeams invitées.
| WorldTeams (16)- AG2R Citroën Team - Alpecin-Deceuninck - Astana Qazaqstan Team - Bahrain Victorious - Bora-Hansgrohe - EF Education-EasyPost - Groupama-FDJ - Ineos Grenadiers - Intermarché-Circus-Wanty - Jumbo-Visma - Movistar Team - Soudal Quick-Step - Team Jayco AlUla - Team DSM - Trek-Segafredo - UAE Team Emirates ProTeams (4)- Israel-Premier Tech - Lotto Dstny - Green Project-Bardiani CSF-Faizanè - Tudor Pro Cycling Team |
| |

## Favoris
En l'absence du double tenant du titre et numéro 1 mondial Tadej Pogačar, son dauphin du tour des Émirats arabes unis 2021 et 2022, nouveau coéquipier et vainqueur en 2020, le Britannique Adam Yates (UAE Team Emirates) est cité comme principal favori. Le champion du monde belge Remco Evenepoel (Soudal Quick-Step), présent pour la seconde fois sur cette course (abandon sur chute en 2019), est l'autre grand favori pour remporter le classement général. Le troisième de l'édition 2022, Pello Bilbao (Bahrain Victorious), mais aussi Sepp Kuss (Jumbo-Visma), Einer Rubio (Movistar), Andreas Leknessund (Team DSM) et Emanuel Buchmann (Bora-hansgrohe) font également partie des favoris.
Les quatre arrivées des étapes de plaine devraient convenir aux sprinteurs et plus particulièrement à Caleb Ewan (Lotto Dstny), Sam Bennett et Danny van Poppel (Bora-hansgrohe), Tim Merlier (Soudal Quick-Step), Mark Cavendish (Astana Qazaqstan), Fernando Gaviria (UAE Team Emirates), Phil Bauhaus (Bahrain Victorious) et Dylan Groenewegen (Team Jayco AlUla).

## Étapes
| Étape     | Date    | Villes étapes                                       | type                         | Distance (km) | Vainqueur d'étape | Leader du classement général |
| --------- | ------- | --------------------------------------------------- | ---------------------------- | ------------- | ----------------- | ---------------------------- |
| 1re étape | 20 fév. | Al Dhafra Castle – Al Mirfa                         | étape de plaine              | 151           | Tim Merlier       | Tim Merlier                  |
| 2e étape  | 21 fév. | Khalifa Port – Khalifa Port                         | contre-la-montre par équipes | 17,3          | Soudal Quick-Step | Luke Plapp                   |
| 3e étape  | 22 fév. | Fujaïrah – Jabal Bil Ays                            | étape de montagne            | 185           | Einer Rubio       | Remco Evenepoel              |
| 4e étape  | 23 fév. | Al Shindagha – Dubaï                                | étape de plaine              | 174           | Sebastián Molano  | Remco Evenepoel              |
| 5e étape  | 24 fév. | Île d'Al Marjan – Oumm al Qaïwaïn                   | étape de plaine              | 170           | Dylan Groenewegen | Remco Evenepoel              |
| 6e étape  | 25 fév. | Warner Bros. World Abu Dhabi – Abu Dhabi Breakwater | étape de plaine              | 166           | Tim Merlier       | Remco Evenepoel              |
| 7e étape  | 26 fév. | stade Hazza Bin Zayed – Jebel Hafeet                | étape de montagne            | 153           | Adam Yates        | Remco Evenepoel              |

## Déroulement de la course

### 1reétape
Cette première étape connaît plusieurs bordures. La dernière initiée par l'équipe Soudal Quick-Step a lieu à une trentaine de kilomètres quand treize hommes creusent un écart significatif sur le reste du peloton et ne seront plus repris. Plusieurs sprinteurs ainsi que Remco Evenepoel et Pello Bilbao font partie de ce groupe de tête alors qu'Adam Yates et ses coéquipiers d'UAE Team Emirates se retrouvent dans le peloton de chasse. Bien emmené par Evenepoel puis Bert Van Lerberghe, le champion de Belgique Tim Merlier s'impose malgré un retour sur la ligne de Caleb Ewan. La photo-finish montre que la victoire du Belge se joue pour quelques millimètres.
| \| Classement de l'étape \| Classement de l'étape \| Classement de l'étape \| Classement de l'étape \| Classement de l'étape \| \| Coureur \| Coureur \| Pays \| Équipe \| Temps \| \| --------------------- \| --------------------- \| --------------------- \| --------------------- \| --------------------- \| \| 1er \| Tim Merlier \| Belgique \| Soudal Quick-Step \| 3 h 17 min 35 s \| \| 2e \| Caleb Ewan \| Australie \| Lotto Dstny \| + 0 s \| \| 3e \| Mark Cavendish \| Royaume-Uni \| Astana Qazaqstan Team \| + 0 s \| \| 4e \| Olav Kooij \| Pays-Bas \| Jumbo-Visma \| + 0 s \| \| 5e \| Nikias Arndt \| Allemagne \| Bahrain Victorious \| + 0 s \| \| 6e \| Phil Bauhaus \| Allemagne \| Bahrain Victorious \| + 0 s \| \| 7e \| Luke Plapp \| Australie \| Ineos Grenadiers \| + 0 s \| \| 8e \| Remco Evenepoel \| Belgique \| Soudal Quick-Step \| + 0 s \| \| 9e \| Pello Bilbao \| Espagne \| Bahrain Victorious \| + 0 s \| \| 10e \| Cees Bol \| Pays-Bas \| Astana Qazaqstan Team \| + 0 s \| |                 |             |                       |                 |
| |                 |             |                       |                 |
| Source : ProCyclingStats |                 |             |                       |                 |
| Classement de l'étape |                 |             |                       |                 |
| Coureur | Coureur         | Pays        | Équipe                | Temps           |
| 1er | Tim Merlier     | Belgique    | Soudal Quick-Step     | 3 h 17 min 35 s |
| 2e | Caleb Ewan      | Australie   | Lotto Dstny           | + 0 s           |
| 3e | Mark Cavendish  | Royaume-Uni | Astana Qazaqstan Team | + 0 s           |
| 4e | Olav Kooij      | Pays-Bas    | Jumbo-Visma           | + 0 s           |
| 5e | Nikias Arndt    | Allemagne   | Bahrain Victorious    | + 0 s           |
| 6e | Phil Bauhaus    | Allemagne   | Bahrain Victorious    | + 0 s           |
| 7e | Luke Plapp      | Australie   | Ineos Grenadiers      | + 0 s           |
| 8e | Remco Evenepoel | Belgique    | Soudal Quick-Step     | + 0 s           |
| 9e | Pello Bilbao    | Espagne     | Bahrain Victorious    | + 0 s           |
| 10e | Cees Bol        | Pays-Bas    | Astana Qazaqstan Team | + 0 s           |

| \| Classement général \| Classement général \| Classement général \| Classement général \| Classement général \| \| Coureur \| Coureur \| Pays \| Équipe \| Temps \| \| ------------------ \| ------------------ \| ------------------ \| --------------------- \| ------------------ \| \| 1er \| Tim Merlier \| Belgique \| Soudal Quick-Step \| 3 h 17 min 35 s \| \| 2e \| Caleb Ewan \| Australie \| Lotto Dstny \| + 4 s \| \| 3e \| Luke Plapp \| Australie \| Ineos Grenadiers \| + 5 s \| \| 4e \| Mark Cavendish \| Royaume-Uni \| Astana Qazaqstan Team \| + 6 s \| \| 5e \| Nikias Arndt \| Allemagne \| Bahrain Victorious \| + 7 s \| \| 6e \| Remco Evenepoel \| Belgique \| Soudal Quick-Step \| + 8 s \| \| 7e \| Pello Bilbao \| Espagne \| Bahrain Victorious \| + 8 s \| \| 8e \| Olav Kooij \| Pays-Bas \| Jumbo-Visma \| + 10 s \| \| 9e \| Phil Bauhaus \| Allemagne \| Bahrain Victorious \| + 10 s \| \| 10e \| Cees Bol \| Pays-Bas \| Astana Qazaqstan Team \| + 10 s \| |                 |             |                       |                 |
| |                 |             |                       |                 |
| Source : ProCyclingStats |                 |             |                       |                 |
| Classement général |                 |             |                       |                 |
| Coureur | Coureur         | Pays        | Équipe                | Temps           |
| 1er | Tim Merlier     | Belgique    | Soudal Quick-Step     | 3 h 17 min 35 s |
| 2e | Caleb Ewan      | Australie   | Lotto Dstny           | + 4 s           |
| 3e | Luke Plapp      | Australie   | Ineos Grenadiers      | + 5 s           |
| 4e | Mark Cavendish  | Royaume-Uni | Astana Qazaqstan Team | + 6 s           |
| 5e | Nikias Arndt    | Allemagne   | Bahrain Victorious    | + 7 s           |
| 6e | Remco Evenepoel | Belgique    | Soudal Quick-Step     | + 8 s           |
| 7e | Pello Bilbao    | Espagne     | Bahrain Victorious    | + 8 s           |
| 8e | Olav Kooij      | Pays-Bas    | Jumbo-Visma           | + 10 s          |
| 9e | Phil Bauhaus    | Allemagne   | Bahrain Victorious    | + 10 s          |
| 10e | Cees Bol        | Pays-Bas    | Astana Qazaqstan Team | + 10 s          |

### 2eétape
L'équipe Soudal Quick-Step pointée seulement en sixième position à mi-course à 10 secondes d’EF Education-EasyPost rattrape son retard dans la seconde partie pour l'emporter d'une seconde devant l'équipe américaine.
| \| Classement de l'étape \| Classement de l'étape \| Classement de l'étape \| Classement de l'étape \| Classement de l'étape \| Classement de l'étape \| \| Équipe \| Équipe \| Pays \| Temps \| Écart de temps \| Vitesse moy. \| \| --------------------- \| --------------------- \| --------------------- \| --------------------- \| --------------------- \| --------------------- \| \| 1re \| Soudal Quick-Step \| Belgique \| 18 min 17 s \| \| 56.773 km/h \| \| 2e \| EF Education-EasyPost \| États-Unis \| 18 min 18 s \| + 1 s \| 56.721 km/h \| \| 3e \| Ineos Grenadiers \| Royaume-Uni \| 18 min 20 s \| + 3 s \| 56.618 km/h \| \| 4e \| Bahrain Victorious \| Bahreïn \| 18 min 21 s \| + 4 s \| 56.567 km/h \| \| 5e \| Team Jayco AlUla \| Australie \| 18 min 22 s \| + 5 s \| 56.515 km/h \| \| 6e \| Team DSM \| Pays-Bas \| 18 min 27 s \| + 10 s \| 56.260 km/h \| \| 7e \| Bora-Hansgrohe \| Allemagne \| 18 min 32 s \| + 15 s \| 56.007 km/h \| \| 8e \| UAE Team Emirates \| Émirats arabes unis \| 18 min 33 s \| + 16 s \| 55.957 km/h \| \| 9e \| Astana Qazaqstan Team \| Kazakhstan \| 18 min 34 s \| + 17 s \| 55.907 km/h \| \| 10e \| Trek-Segafredo \| États-Unis \| 18 min 36 s \| + 19 s \| 55.806 km/h \| |                       |                     |             |                |              |
| |                       |                     |             |                |              |
| Source : ProCyclingStats |                       |                     |             |                |              |
| Classement de l'étape |                       |                     |             |                |              |
| Équipe | Équipe                | Pays                | Temps       | Écart de temps | Vitesse moy. |
| 1re | Soudal Quick-Step     | Belgique            | 18 min 17 s |                | 56.773 km/h  |
| 2e | EF Education-EasyPost | États-Unis          | 18 min 18 s | + 1 s          | 56.721 km/h  |
| 3e | Ineos Grenadiers      | Royaume-Uni         | 18 min 20 s | + 3 s          | 56.618 km/h  |
| 4e | Bahrain Victorious    | Bahreïn             | 18 min 21 s | + 4 s          | 56.567 km/h  |
| 5e | Team Jayco AlUla      | Australie           | 18 min 22 s | + 5 s          | 56.515 km/h  |
| 6e | Team DSM              | Pays-Bas            | 18 min 27 s | + 10 s         | 56.260 km/h  |
| 7e | Bora-Hansgrohe        | Allemagne           | 18 min 32 s | + 15 s         | 56.007 km/h  |
| 8e | UAE Team Emirates     | Émirats arabes unis | 18 min 33 s | + 16 s         | 55.957 km/h  |
| 9e | Astana Qazaqstan Team | Kazakhstan          | 18 min 34 s | + 17 s         | 55.907 km/h  |
| 10e | Trek-Segafredo        | États-Unis          | 18 min 36 s | + 19 s         | 55.806 km/h  |

| \| Classement général \| Classement général \| Classement général \| Classement général \| Classement général \| \| Coureur \| Coureur \| Pays \| Équipe \| Temps \| \| ------------------ \| ------------------ \| ------------------ \| --------------------- \| ------------------ \| \| 1er \| Luke Plapp \| Australie \| Ineos Grenadiers \| 3 h 35 min 50 s \| \| 2e \| Remco Evenepoel \| Belgique \| Soudal Quick-Step \| + 0 s \| \| 3e \| Nikias Arndt \| Allemagne \| Bahrain Victorious \| + 3 s \| \| 4e \| Pello Bilbao \| Espagne \| Bahrain Victorious \| + 4 s \| \| 5e \| Mark Cavendish \| Royaume-Uni \| Astana Qazaqstan Team \| + 15 s \| \| 6e \| Cees Bol \| Pays-Bas \| Astana Qazaqstan Team \| + 21 s \| \| 7e \| Olav Kooij \| Pays-Bas \| Jumbo-Visma \| + 23 s \| \| 8e \| Bert Van Lerberghe \| Belgique \| Soudal Quick-Step \| + 29 s \| \| 9e \| Tim Merlier \| Belgique \| Soudal Quick-Step \| + 30 s \| \| 10e \| Jarrad Drizners \| Australie \| Lotto Dstny \| + 50 s \| |                    |             |                       |                 |
| |                    |             |                       |                 |
| Source : ProCyclingStats |                    |             |                       |                 |
| Classement général |                    |             |                       |                 |
| Coureur | Coureur            | Pays        | Équipe                | Temps           |
| 1er | Luke Plapp         | Australie   | Ineos Grenadiers      | 3 h 35 min 50 s |
| 2e | Remco Evenepoel    | Belgique    | Soudal Quick-Step     | + 0 s           |
| 3e | Nikias Arndt       | Allemagne   | Bahrain Victorious    | + 3 s           |
| 4e | Pello Bilbao       | Espagne     | Bahrain Victorious    | + 4 s           |
| 5e | Mark Cavendish     | Royaume-Uni | Astana Qazaqstan Team | + 15 s          |
| 6e | Cees Bol           | Pays-Bas    | Astana Qazaqstan Team | + 21 s          |
| 7e | Olav Kooij         | Pays-Bas    | Jumbo-Visma           | + 23 s          |
| 8e | Bert Van Lerberghe | Belgique    | Soudal Quick-Step     | + 29 s          |
| 9e | Tim Merlier        | Belgique    | Soudal Quick-Step     | + 30 s          |
| 10e | Jarrad Drizners    | Australie   | Lotto Dstny           | + 50 s          |

### 3eétape
En début de course, quatre coureurs sortent du peloton : le Belge Edward Planckaert (Alpecin-Deceuninck), l’Espagnol Oier Lazkano (Movistar) et les Italiens Riccardo Lucca et Filippo Magli (Green Project-Bardiani). Le quatuor creuse rapidement un écart et compte jusqu'à plus de cinq minutes d'avance sur le peloton avant que cet avantage ne décroisse. Lazkano est le dernier repris à 14 km de l'arrivée lors de la longue ascension du Jebel Jais. À 10 kilomètres du sommet, bien lancé par son équipier Albert Torres, le Colombien Einer Rubio (Movistar) s'isole en tête et résiste jusqu'au bout au retour du groupe des favoris devancé par le champion du monde Remco Evenepoel (Soudal Quick-Step) qui s'empare du maillot rouge de leader du classement général.
| \| Classement de l'étape \| Classement de l'étape \| Classement de l'étape \| Classement de l'étape \| Classement de l'étape \| \| Coureur \| Coureur \| Pays \| Équipe \| Temps \| \| --------------------- \| --------------------- \| --------------------- \| --------------------- \| --------------------- \| \| 1er \| Einer Rubio \| Colombie \| Movistar Team \| 4 h 54 min 24 s \| \| 2e \| Remco Evenepoel \| Belgique \| Soudal Quick-Step \| + 14 s \| \| 3e \| Adam Yates \| Royaume-Uni \| UAE Team Emirates \| + 15 s \| \| 4e \| Alexey Lutsenko \| Kazakhstan \| Astana Qazaqstan Team \| + 15 s \| \| 5e \| Luke Plapp \| Australie \| Ineos Grenadiers \| + 15 s \| \| 6e \| Harm Vanhoucke \| Belgique \| Team DSM \| + 15 s \| \| 7e \| Thomas Gloag \| Royaume-Uni \| Jumbo-Visma \| + 15 s \| \| 8e \| Andreas Leknessund \| Norvège \| Team DSM \| + 15 s \| \| 9e \| Sepp Kuss \| États-Unis \| Jumbo-Visma \| + 15 s \| \| 10e \| Ben Zwiehoff \| Allemagne \| Bora-Hansgrohe \| + 15 s \| |                    |             |                       |                 |
| |                    |             |                       |                 |
| Source : ProCyclingStats |                    |             |                       |                 |
| Classement de l'étape |                    |             |                       |                 |
| Coureur | Coureur            | Pays        | Équipe                | Temps           |
| 1er | Einer Rubio        | Colombie    | Movistar Team         | 4 h 54 min 24 s |
| 2e | Remco Evenepoel    | Belgique    | Soudal Quick-Step     | + 14 s          |
| 3e | Adam Yates         | Royaume-Uni | UAE Team Emirates     | + 15 s          |
| 4e | Alexey Lutsenko    | Kazakhstan  | Astana Qazaqstan Team | + 15 s          |
| 5e | Luke Plapp         | Australie   | Ineos Grenadiers      | + 15 s          |
| 6e | Harm Vanhoucke     | Belgique    | Team DSM              | + 15 s          |
| 7e | Thomas Gloag       | Royaume-Uni | Jumbo-Visma           | + 15 s          |
| 8e | Andreas Leknessund | Norvège     | Team DSM              | + 15 s          |
| 9e | Sepp Kuss          | États-Unis  | Jumbo-Visma           | + 15 s          |
| 10e | Ben Zwiehoff       | Allemagne   | Bora-Hansgrohe        | + 15 s          |

| \| Classement général \| Classement général \| Classement général \| Classement général \| Classement général \| \| Coureur \| Coureur \| Pays \| Équipe \| Temps \| \| ------------------ \| ------------------ \| ------------------ \| --------------------- \| ------------------ \| \| 1er \| Remco Evenepoel \| Belgique \| Soudal Quick-Step \| 8 h 54 min 22 s \| \| 2e \| Luke Plapp \| Australie \| Ineos Grenadiers \| + 7 s \| \| 3e \| Pello Bilbao \| Espagne \| Bahrain Victorious \| + 11 s \| \| 4e \| Stefan de Bod \| Afrique du Sud \| EF Education-EasyPost \| + 1 min 01 s \| \| 5e \| Wout Poels \| Pays-Bas \| Bahrain Victorious \| + 1 min 04 s \| \| 6e \| Harm Vanhoucke \| Belgique \| Team DSM \| + 1 min 10 s \| \| 7e \| Andreas Leknessund \| Norvège \| Team DSM \| + 1 min 10 s \| \| 8e \| Einer Rubio \| Colombie \| Movistar Team \| + 1 min 11 s \| \| 9e \| Georg Steinhauser \| Allemagne \| EF Education-EasyPost \| + 1 min 11 s \| \| 10e \| Adam Yates \| Royaume-Uni \| UAE Team Emirates \| + 1 min 12 s \| |                    |                |                       |                 |
| |                    |                |                       |                 |
| Source : ProCyclingStats |                    |                |                       |                 |
| Classement général |                    |                |                       |                 |
| Coureur | Coureur            | Pays           | Équipe                | Temps           |
| 1er | Remco Evenepoel    | Belgique       | Soudal Quick-Step     | 8 h 54 min 22 s |
| 2e | Luke Plapp         | Australie      | Ineos Grenadiers      | + 7 s           |
| 3e | Pello Bilbao       | Espagne        | Bahrain Victorious    | + 11 s          |
| 4e | Stefan de Bod      | Afrique du Sud | EF Education-EasyPost | + 1 min 01 s    |
| 5e | Wout Poels         | Pays-Bas       | Bahrain Victorious    | + 1 min 04 s    |
| 6e | Harm Vanhoucke     | Belgique       | Team DSM              | + 1 min 10 s    |
| 7e | Andreas Leknessund | Norvège        | Team DSM              | + 1 min 10 s    |
| 8e | Einer Rubio        | Colombie       | Movistar Team         | + 1 min 11 s    |
| 9e | Georg Steinhauser  | Allemagne      | EF Education-EasyPost | + 1 min 11 s    |
| 10e | Adam Yates         | Royaume-Uni    | UAE Team Emirates     | + 1 min 12 s    |

### 4eétape
Partis en début d'étape, les trois fuyards, Samuele Zoccarato et Alessandro Tonelli (Green Project Bardiani) et Alex Baudin (AG2R Citroën), sont repris par le peloton à moins de trois kilomètres de l'arrivée. Le sprint massif est remporté par le Colombien Sebastián Molano (UAE Emirates).
| \| Classement de l'étape \| Classement de l'étape \| Classement de l'étape \| Classement de l'étape \| Classement de l'étape \| \| Coureur \| Coureur \| Pays \| Équipe \| Temps \| \| --------------------- \| --------------------- \| --------------------- \| ---------------------- \| --------------------- \| \| 1er \| Sebastián Molano \| Colombie \| UAE Team Emirates \| 3 h 50 min 01 s \| \| 2e \| Olav Kooij \| Pays-Bas \| Jumbo-Visma \| + 0 s \| \| 3e \| Sam Welsford \| Australie \| Team DSM \| + 0 s \| \| 4e \| Arvid de Kleijn \| Pays-Bas \| Tudor Pro Cycling Team \| + 0 s \| \| 5e \| Dylan Groenewegen \| Pays-Bas \| Team Jayco AlUla \| + 0 s \| \| 6e \| Danny van Poppel \| Pays-Bas \| Bora-Hansgrohe \| + 0 s \| \| 7e \| Marijn van den Berg \| Pays-Bas \| EF Education-EasyPost \| + 0 s \| \| 8e \| Sam Bennett \| Irlande \| Bora-Hansgrohe \| + 0 s \| \| 9e \| Tim Merlier \| Belgique \| Soudal Quick-Step \| + 0 s \| \| 10e \| Jon Aberasturi \| Espagne \| Trek-Segafredo \| + 0 s \| |                     |           |                        |                 |
| |                     |           |                        |                 |
| Source : ProCyclingStats |                     |           |                        |                 |
| Classement de l'étape |                     |           |                        |                 |
| Coureur | Coureur             | Pays      | Équipe                 | Temps           |
| 1er | Sebastián Molano    | Colombie  | UAE Team Emirates      | 3 h 50 min 01 s |
| 2e | Olav Kooij          | Pays-Bas  | Jumbo-Visma            | + 0 s           |
| 3e | Sam Welsford        | Australie | Team DSM               | + 0 s           |
| 4e | Arvid de Kleijn     | Pays-Bas  | Tudor Pro Cycling Team | + 0 s           |
| 5e | Dylan Groenewegen   | Pays-Bas  | Team Jayco AlUla       | + 0 s           |
| 6e | Danny van Poppel    | Pays-Bas  | Bora-Hansgrohe         | + 0 s           |
| 7e | Marijn van den Berg | Pays-Bas  | EF Education-EasyPost  | + 0 s           |
| 8e | Sam Bennett         | Irlande   | Bora-Hansgrohe         | + 0 s           |
| 9e | Tim Merlier         | Belgique  | Soudal Quick-Step      | + 0 s           |
| 10e | Jon Aberasturi      | Espagne   | Trek-Segafredo         | + 0 s           |

| \| Classement général \| Classement général \| Classement général \| Classement général \| Classement général \| \| Coureur \| Coureur \| Pays \| Équipe \| Temps \| \| ------------------ \| ------------------ \| ------------------ \| --------------------- \| ------------------ \| \| 1er \| Remco Evenepoel \| Belgique \| Soudal Quick-Step \| \| \| 2e \| Luke Plapp \| Australie \| Ineos Grenadiers \| + 7 s \| \| 3e \| Pello Bilbao \| Espagne \| Bahrain Victorious \| + 11 s \| \| 4e \| Stefan de Bod \| Afrique du Sud \| EF Education-EasyPost \| + 1 min 01 s \| \| 5e \| Wout Poels \| Pays-Bas \| Bahrain Victorious \| + 1 min 04 s \| \| 6e \| Harm Vanhoucke \| Belgique \| Team DSM \| + 1 min 10 s \| \| 7e \| Andreas Leknessund \| Norvège \| Team DSM \| + 1 min 10 s \| \| 8e \| Einer Rubio \| Colombie \| Movistar Team \| + 1 min 11 s \| \| 9e \| Georg Steinhauser \| Allemagne \| EF Education-EasyPost \| + 1 min 11 s \| \| 10e \| Adam Yates \| Royaume-Uni \| UAE Team Emirates \| + 1 min 12 s \| |                    |                |                       |              |
| |                    |                |                       |              |
| Source : ProCyclingStats |                    |                |                       |              |
| Classement général |                    |                |                       |              |
| Coureur | Coureur            | Pays           | Équipe                | Temps        |
| 1er | Remco Evenepoel    | Belgique       | Soudal Quick-Step     |              |
| 2e | Luke Plapp         | Australie      | Ineos Grenadiers      | + 7 s        |
| 3e | Pello Bilbao       | Espagne        | Bahrain Victorious    | + 11 s       |
| 4e | Stefan de Bod      | Afrique du Sud | EF Education-EasyPost | + 1 min 01 s |
| 5e | Wout Poels         | Pays-Bas       | Bahrain Victorious    | + 1 min 04 s |
| 6e | Harm Vanhoucke     | Belgique       | Team DSM              | + 1 min 10 s |
| 7e | Andreas Leknessund | Norvège        | Team DSM              | + 1 min 10 s |
| 8e | Einer Rubio        | Colombie       | Movistar Team         | + 1 min 11 s |
| 9e | Georg Steinhauser  | Allemagne      | EF Education-EasyPost | + 1 min 11 s |
| 10e | Adam Yates         | Royaume-Uni    | UAE Team Emirates     | + 1 min 12 s |

### 5eétape
Rescapé d'un groupe d'attaquants de quatre hommes, le Belge Thomas De Gendt (Lotto Dstny) est repris à 22 km du terme par le peloton un moment scindé à cause de bordures. Le peloton d'une centaine d'hommes s'offre un sprint massif remporté par le Néerlandais Dylan Groenewegen (Team Jayco AlUla) devant le Colombien Fernando Gaviria (Movistar).
| \| Classement de l'étape \| Classement de l'étape \| Classement de l'étape \| Classement de l'étape \| Classement de l'étape \| \| Coureur \| Coureur \| Pays \| Équipe \| Temps \| \| --------------------- \| --------------------- \| --------------------- \| --------------------- \| --------------------- \| \| 1er \| Dylan Groenewegen \| Pays-Bas \| Team Jayco AlUla \| 3 h 57 min 07 s \| \| 2e \| Fernando Gaviria \| Colombie \| Movistar Team \| + 0 s \| \| 3e \| Sam Bennett \| Irlande \| Bora-Hansgrohe \| + 0 s \| \| 4e \| Emīls Liepiņš \| Lettonie \| Trek-Segafredo \| + 0 s \| \| 5e \| Tim Merlier \| Belgique \| Soudal Quick-Step \| + 0 s \| \| 6e \| Sam Welsford \| Australie \| Team DSM \| + 0 s \| \| 7e \| Sebastián Molano \| Colombie \| UAE Team Emirates \| + 0 s \| \| 8e \| Mark Cavendish \| Royaume-Uni \| Astana Qazaqstan Team \| + 0 s \| \| 9e \| Olav Kooij \| Pays-Bas \| Jumbo-Visma \| + 0 s \| \| 10e \| Arnaud Démare \| France \| Groupama-FDJ \| + 0 s \| |                   |             |                       |                 |
| |                   |             |                       |                 |
| Source : ProCyclingStats |                   |             |                       |                 |
| Classement de l'étape |                   |             |                       |                 |
| Coureur | Coureur           | Pays        | Équipe                | Temps           |
| 1er | Dylan Groenewegen | Pays-Bas    | Team Jayco AlUla      | 3 h 57 min 07 s |
| 2e | Fernando Gaviria  | Colombie    | Movistar Team         | + 0 s           |
| 3e | Sam Bennett       | Irlande     | Bora-Hansgrohe        | + 0 s           |
| 4e | Emīls Liepiņš     | Lettonie    | Trek-Segafredo        | + 0 s           |
| 5e | Tim Merlier       | Belgique    | Soudal Quick-Step     | + 0 s           |
| 6e | Sam Welsford      | Australie   | Team DSM              | + 0 s           |
| 7e | Sebastián Molano  | Colombie    | UAE Team Emirates     | + 0 s           |
| 8e | Mark Cavendish    | Royaume-Uni | Astana Qazaqstan Team | + 0 s           |
| 9e | Olav Kooij        | Pays-Bas    | Jumbo-Visma           | + 0 s           |
| 10e | Arnaud Démare     | France      | Groupama-FDJ          | + 0 s           |

| \| Classement général \| Classement général \| Classement général \| Classement général \| Classement général \| \| Coureur \| Coureur \| Pays \| Équipe \| Temps \| \| ------------------ \| ------------------ \| ------------------ \| --------------------- \| ------------------ \| \| 1er \| Remco Evenepoel \| Belgique \| Soudal Quick-Step \| 16 h 14 min 28 s \| \| 2e \| Luke Plapp \| Australie \| Ineos Grenadiers \| + 9 s \| \| 3e \| Pello Bilbao \| Espagne \| Bahrain Victorious \| + 13 s \| \| 4e \| Stefan de Bod \| Afrique du Sud \| EF Education-EasyPost \| + 1 min 03 s \| \| 5e \| Wout Poels \| Pays-Bas \| Bahrain Victorious \| + 1 min 06 s \| \| 6e \| Harm Vanhoucke \| Belgique \| Team DSM \| + 1 min 12 s \| \| 7e \| Andreas Leknessund \| Norvège \| Team DSM \| + 1 min 12 s \| \| 8e \| Einer Rubio \| Colombie \| Movistar Team \| + 1 min 13 s \| \| 9e \| Georg Steinhauser \| Allemagne \| EF Education-EasyPost \| + 1 min 13 s \| \| 10e \| Adam Yates \| Royaume-Uni \| UAE Team Emirates \| + 1 min 14 s \| |                    |                |                       |                  |
| |                    |                |                       |                  |
| Source : ProCyclingStats |                    |                |                       |                  |
| Classement général |                    |                |                       |                  |
| Coureur | Coureur            | Pays           | Équipe                | Temps            |
| 1er | Remco Evenepoel    | Belgique       | Soudal Quick-Step     | 16 h 14 min 28 s |
| 2e | Luke Plapp         | Australie      | Ineos Grenadiers      | + 9 s            |
| 3e | Pello Bilbao       | Espagne        | Bahrain Victorious    | + 13 s           |
| 4e | Stefan de Bod      | Afrique du Sud | EF Education-EasyPost | + 1 min 03 s     |
| 5e | Wout Poels         | Pays-Bas       | Bahrain Victorious    | + 1 min 06 s     |
| 6e | Harm Vanhoucke     | Belgique       | Team DSM              | + 1 min 12 s     |
| 7e | Andreas Leknessund | Norvège        | Team DSM              | + 1 min 12 s     |
| 8e | Einer Rubio        | Colombie       | Movistar Team         | + 1 min 13 s     |
| 9e | Georg Steinhauser  | Allemagne      | EF Education-EasyPost | + 1 min 13 s     |
| 10e | Adam Yates         | Royaume-Uni    | UAE Team Emirates     | + 1 min 14 s     |

### 6eétape
Le Belge Edward Planckaert (Alpecin-Deceuninck), l’Américain Larry Warbasse (AG2R Citroën) et l’Italien Samuele Zoccarato (Green Project-Bardiani) forment l’échappée du jour qui est reprise par le peloton à 5 km de l’arrivée. Le sprint est remporté par le maillot vert Tim Merlier (Soudal Quick-Step) qui signe une seconde victoire individuelle sur ce tour.
| \| Classement de l'étape \| Classement de l'étape \| Classement de l'étape \| Classement de l'étape \| Classement de l'étape \| \| Coureur \| Coureur \| Pays \| Équipe \| Temps \| \| --------------------- \| --------------------- \| --------------------- \| ------------------------ \| --------------------- \| \| 1er \| Tim Merlier \| Belgique \| Soudal Quick-Step \| 3 h 41 min 12 s \| \| 2e \| Sam Bennett \| Irlande \| Bora-Hansgrohe \| + 0 s \| \| 3e \| Dylan Groenewegen \| Pays-Bas \| Team Jayco AlUla \| + 0 s \| \| 4e \| Olav Kooij \| Pays-Bas \| Jumbo-Visma \| + 0 s \| \| 5e \| Arvid de Kleijn \| Pays-Bas \| Tudor Pro Cycling Team \| + 0 s \| \| 6e \| Sam Welsford \| Australie \| Team DSM \| + 0 s \| \| 7e \| Gerben Thijssen \| Belgique \| Intermarché-Circus-Wanty \| + 0 s \| \| 8e \| Emīls Liepiņš \| Lettonie \| Trek-Segafredo \| + 0 s \| \| 9e \| Phil Bauhaus \| Allemagne \| Bahrain Victorious \| + 0 s \| \| 10e \| Itamar Einhorn \| Israël \| Israel-Premier Tech \| + 0 s \| |                   |           |                          |                 |
| |                   |           |                          |                 |
| Source : ProCyclingStats |                   |           |                          |                 |
| Classement de l'étape |                   |           |                          |                 |
| Coureur | Coureur           | Pays      | Équipe                   | Temps           |
| 1er | Tim Merlier       | Belgique  | Soudal Quick-Step        | 3 h 41 min 12 s |
| 2e | Sam Bennett       | Irlande   | Bora-Hansgrohe           | + 0 s           |
| 3e | Dylan Groenewegen | Pays-Bas  | Team Jayco AlUla         | + 0 s           |
| 4e | Olav Kooij        | Pays-Bas  | Jumbo-Visma              | + 0 s           |
| 5e | Arvid de Kleijn   | Pays-Bas  | Tudor Pro Cycling Team   | + 0 s           |
| 6e | Sam Welsford      | Australie | Team DSM                 | + 0 s           |
| 7e | Gerben Thijssen   | Belgique  | Intermarché-Circus-Wanty | + 0 s           |
| 8e | Emīls Liepiņš     | Lettonie  | Trek-Segafredo           | + 0 s           |
| 9e | Phil Bauhaus      | Allemagne | Bahrain Victorious       | + 0 s           |
| 10e | Itamar Einhorn    | Israël    | Israel-Premier Tech      | + 0 s           |

| \| Classement général \| Classement général \| Classement général \| Classement général \| Classement général \| \| Coureur \| Coureur \| Pays \| Équipe \| Temps \| \| ------------------ \| ------------------ \| ------------------ \| --------------------- \| ------------------ \| \| 1er \| Remco Evenepoel \| Belgique \| Soudal Quick-Step \| 19 h 55 min 40 s \| \| 2e \| Luke Plapp \| Australie \| Ineos Grenadiers \| + 9 s \| \| 3e \| Pello Bilbao \| Espagne \| Bahrain Victorious \| + 13 s \| \| 4e \| Stefan de Bod \| Afrique du Sud \| EF Education-EasyPost \| + 1 min 03 s \| \| 5e \| Wout Poels \| Pays-Bas \| Bahrain Victorious \| + 1 min 06 s \| \| 6e \| Harm Vanhoucke \| Belgique \| Team DSM \| + 1 min 12 s \| \| 7e \| Andreas Leknessund \| Norvège \| Team DSM \| + 1 min 12 s \| \| 8e \| Einer Rubio \| Colombie \| Movistar Team \| + 1 min 13 s \| \| 9e \| Georg Steinhauser \| Allemagne \| EF Education-EasyPost \| + 1 min 13 s \| \| 10e \| Adam Yates \| Royaume-Uni \| UAE Team Emirates \| + 1 min 14 s \| |                    |                |                       |                  |
| |                    |                |                       |                  |
| Source : ProCyclingStats |                    |                |                       |                  |
| Classement général |                    |                |                       |                  |
| Coureur | Coureur            | Pays           | Équipe                | Temps            |
| 1er | Remco Evenepoel    | Belgique       | Soudal Quick-Step     | 19 h 55 min 40 s |
| 2e | Luke Plapp         | Australie      | Ineos Grenadiers      | + 9 s            |
| 3e | Pello Bilbao       | Espagne        | Bahrain Victorious    | + 13 s           |
| 4e | Stefan de Bod      | Afrique du Sud | EF Education-EasyPost | + 1 min 03 s     |
| 5e | Wout Poels         | Pays-Bas       | Bahrain Victorious    | + 1 min 06 s     |
| 6e | Harm Vanhoucke     | Belgique       | Team DSM              | + 1 min 12 s     |
| 7e | Andreas Leknessund | Norvège        | Team DSM              | + 1 min 12 s     |
| 8e | Einer Rubio        | Colombie       | Movistar Team         | + 1 min 13 s     |
| 9e | Georg Steinhauser  | Allemagne      | EF Education-EasyPost | + 1 min 13 s     |
| 10e | Adam Yates         | Royaume-Uni    | UAE Team Emirates     | + 1 min 14 s     |

### 7eétape
En début d'étape, un groupe d'attaquants comprenant Jaakko Hänninen (AG2R Citroën), Maurice Ballerstedt (Alpecin-Deceuninck), Ignatas Konovalovas (Groupama - FDJ), Michel Hessmann (Jumbo-Visma) et Sam Welsford (Team DSM) se constitue et compte un avantage sur le peloton allant jusqu'à plus de six minutes. Mais, en fin d'étape, cet avantage décroît rapidement et Hessmann, le dernier des fuyards, est repris dans la montée finale du Jebel Hefeet à 6 km du sommet. À ce moment, un trio se porte en tête. Il se compose d'Adam Yates, de Remco Evenepoel et de Sepp Kuss. Un kilomètre et demi plus loin, Kuss lâche prise puis, à 3 km de l'arrivée, c'est au tour d'Evenepoel de laisser partir Yates. Mais le Belge champion du monde garde le Britannique en point de mire et termine l'étape à 10 secondes de Yates, vainqueur du jour, et remporte le classement général.
| \| Classement de l'étape \| Classement de l'étape \| Classement de l'étape \| Classement de l'étape \| Classement de l'étape \| \| Coureur \| Coureur \| Pays \| Équipe \| Temps \| \| --------------------- \| --------------------- \| --------------------- \| --------------------- \| --------------------- \| \| 1er \| Adam Yates \| Royaume-Uni \| UAE Team Emirates \| 3 h 29 min 42 s \| \| 2e \| Remco Evenepoel \| Belgique \| Soudal Quick-Step \| + 10 s \| \| 3e \| Geoffrey Bouchard \| France \| AG2R Citroën Team \| + 42 s \| \| 4e \| Sepp Kuss \| États-Unis \| Jumbo-Visma \| + 47 s \| \| 5e \| Pello Bilbao \| Espagne \| Bahrain Victorious \| + 54 s \| \| 6e \| Luke Plapp \| Australie \| Ineos Grenadiers \| + 54 s \| \| 7e \| Wout Poels \| Pays-Bas \| Bahrain Victorious \| + 1 min 16 s \| \| 8e \| Antonio Tiberi \| Italie \| Trek-Segafredo \| + 1 min 16 s \| \| 9e \| Ben Zwiehoff \| Allemagne \| Bora-Hansgrohe \| + 1 min 25 s \| \| 10e \| Michael Storer \| Australie \| Groupama-FDJ \| + 1 min 25 s \| |                   |             |                    |                 |
| |                   |             |                    |                 |
| Source : ProCyclingStats |                   |             |                    |                 |
| Classement de l'étape |                   |             |                    |                 |
| Coureur | Coureur           | Pays        | Équipe             | Temps           |
| 1er | Adam Yates        | Royaume-Uni | UAE Team Emirates  | 3 h 29 min 42 s |
| 2e | Remco Evenepoel   | Belgique    | Soudal Quick-Step  | + 10 s          |
| 3e | Geoffrey Bouchard | France      | AG2R Citroën Team  | + 42 s          |
| 4e | Sepp Kuss         | États-Unis  | Jumbo-Visma        | + 47 s          |
| 5e | Pello Bilbao      | Espagne     | Bahrain Victorious | + 54 s          |
| 6e | Luke Plapp        | Australie   | Ineos Grenadiers   | + 54 s          |
| 7e | Wout Poels        | Pays-Bas    | Bahrain Victorious | + 1 min 16 s    |
| 8e | Antonio Tiberi    | Italie      | Trek-Segafredo     | + 1 min 16 s    |
| 9e | Ben Zwiehoff      | Allemagne   | Bora-Hansgrohe     | + 1 min 25 s    |
| 10e | Michael Storer    | Australie   | Groupama-FDJ       | + 1 min 25 s    |

## Classements finals

### Classement général
| \| Classement général \| Classement général \| Classement général \| Classement général \| Classement général \| \| Coureur \| Coureur \| Pays \| Équipe \| Temps \| \| ------------------ \| ------------------ \| ------------------ \| ------------------ \| ------------------ \| \| 1er \| Remco Evenepoel \| Belgique \| Soudal Quick-Step \| 23 h 25 min 26 s \| \| 2e \| Luke Plapp \| Australie \| Ineos Grenadiers \| + 59 s \| \| 3e \| Adam Yates \| Royaume-Uni \| UAE Team Emirates \| + 1 min 00 s \| \| 4e \| Pello Bilbao \| Espagne \| Bahrain Victorious \| + 1 min 03 s \| \| 5e \| Sepp Kuss \| États-Unis \| Jumbo-Visma \| + 2 min 06 s \| \| 6e \| Wout Poels \| Pays-Bas \| Bahrain Victorious \| + 2 min 18 s \| \| 7e \| Antonio Tiberi \| Italie \| Trek-Segafredo \| + 2 min 33 s \| \| 8e \| Ben Zwiehoff \| Allemagne \| Bora-Hansgrohe \| + 2 min 38 s \| \| 9e \| Emanuel Buchmann \| Allemagne \| Bora-Hansgrohe \| + 2 min 38 s \| \| 10e \| Harm Vanhoucke \| Belgique \| Team DSM \| + 2 min 40 s \| |                  |             |                    |                  |
| |                  |             |                    |                  |
| Source : ProCyclingStats |                  |             |                    |                  |
| Classement général |                  |             |                    |                  |
| Coureur | Coureur          | Pays        | Équipe             | Temps            |
| 1er | Remco Evenepoel  | Belgique    | Soudal Quick-Step  | 23 h 25 min 26 s |
| 2e | Luke Plapp       | Australie   | Ineos Grenadiers   | + 59 s           |
| 3e | Adam Yates       | Royaume-Uni | UAE Team Emirates  | + 1 min 00 s     |
| 4e | Pello Bilbao     | Espagne     | Bahrain Victorious | + 1 min 03 s     |
| 5e | Sepp Kuss        | États-Unis  | Jumbo-Visma        | + 2 min 06 s     |
| 6e | Wout Poels       | Pays-Bas    | Bahrain Victorious | + 2 min 18 s     |
| 7e | Antonio Tiberi   | Italie      | Trek-Segafredo     | + 2 min 33 s     |
| 8e | Ben Zwiehoff     | Allemagne   | Bora-Hansgrohe     | + 2 min 38 s     |
| 9e | Emanuel Buchmann | Allemagne   | Bora-Hansgrohe     | + 2 min 38 s     |
| 10e | Harm Vanhoucke   | Belgique    | Team DSM           | + 2 min 40 s     |

### Classements annexes
| Classement par points | Classement par points | Classement par points | Classement par points | Classement par points |
| Coureur               | Coureur               | Pays                  | Équipe                | Points                |
| --------------------- | --------------------- | --------------------- | --------------------- | --------------------- |
| 1er                   | Tim Merlier           | Belgique              | Soudal Quick-Step     | 52 pts                |
| 2e                    | Remco Evenepoel       | Belgique              | Soudal Quick-Step     | 45 pts                |
| 3e                    | Dylan Groenewegen     | Pays-Bas              | Team Jayco AlUla      | 39 pts                |
| 4e                    | Olav Kooij            | Pays-Bas              | Jumbo-Visma           | 36 pts                |
| 5e                    | Edward Planckaert     | Belgique              | Alpecin-Deceuninck    | 34 pts                |
| 6e                    | Adam Yates            | Royaume-Uni           | UAE Team Emirates     | 32 pts                |
| 7e                    | Sam Bennett           | Irlande               | Bora-Hansgrohe        | 31 pts                |
| 8e                    | Sam Welsford          | Australie             | Team DSM              | 30 pts                |
| 9e                    | Luke Plapp            | Australie             | Ineos Grenadiers      | 29 pts                |
| 10e                   | Sebastián Molano      | Colombie              | UAE Team Emirates     | 24 pts                |

| Classement par points | Classement par points | Classement par points | Classement par points | Classement par points |
| Coureur               | Coureur               | Pays                  | Équipe                | Points                |
| --------------------- | --------------------- | --------------------- | --------------------- | --------------------- |
| 1er                   | Tim Merlier           | Belgique              | Soudal Quick-Step     | 52 pts                |
| 2e                    | Remco Evenepoel       | Belgique              | Soudal Quick-Step     | 45 pts                |
| 3e                    | Dylan Groenewegen     | Pays-Bas              | Team Jayco AlUla      | 39 pts                |
| 4e                    | Olav Kooij            | Pays-Bas              | Jumbo-Visma           | 36 pts                |
| 5e                    | Edward Planckaert     | Belgique              | Alpecin-Deceuninck    | 34 pts                |
| 6e                    | Adam Yates            | Royaume-Uni           | UAE Team Emirates     | 32 pts                |
| 7e                    | Sam Bennett           | Irlande               | Bora-Hansgrohe        | 31 pts                |
| 8e                    | Sam Welsford          | Australie             | Team DSM              | 30 pts                |
| 9e                    | Luke Plapp            | Australie             | Ineos Grenadiers      | 29 pts                |
| 10e                   | Sebastián Molano      | Colombie              | UAE Team Emirates     | 24 pts                |

| Classement du meilleur jeune | Classement du meilleur jeune | Classement du meilleur jeune | Classement du meilleur jeune | Classement du meilleur jeune |
| Coureur                      | Coureur                      | Pays                         | Équipe                       | Temps                        |
| ---------------------------- | ---------------------------- | ---------------------------- | ---------------------------- | ---------------------------- |
| 1er                          | Remco Evenepoel              | Belgique                     | Soudal Quick-Step            | 23 h 25 min 26 s             |
| 2e                           | Luke Plapp                   | Australie                    | Ineos Grenadiers             | + 59 s                       |
| 3e                           | Antonio Tiberi               | Italie                       | Trek-Segafredo               | + 2 min 33 s                 |
| 4e                           | Einer Rubio                  | Colombie                     | Movistar Team                | + 2 min 57 s                 |
| 5e                           | Brandon McNulty              | États-Unis                   | UAE Team Emirates            | + 3 min 02 s                 |
| 6e                           | Matthew Riccitello           | États-Unis                   | Israel-Premier Tech          | + 3 min 18 s                 |
| 7e                           | Valentin Paret-Peintre       | France                       | AG2R Citroën Team            | + 3 min 29 s                 |
| 8e                           | Andreas Leknessund           | Norvège                      | Team DSM                     | + 3 min 39 s                 |
| 9e                           | Yannis Voisard               | Suisse                       | Tudor Pro Cycling Team       | + 3 min 41 s                 |
| 10e                          | Georg Steinhauser            | Allemagne                    | EF Education-EasyPost        | + 3 min 50 s                 |

| Classement du meilleur jeune | Classement du meilleur jeune | Classement du meilleur jeune | Classement du meilleur jeune | Classement du meilleur jeune |
| Coureur                      | Coureur                      | Pays                         | Équipe                       | Temps                        |
| ---------------------------- | ---------------------------- | ---------------------------- | ---------------------------- | ---------------------------- |
| 1er                          | Remco Evenepoel              | Belgique                     | Soudal Quick-Step            | 23 h 25 min 26 s             |
| 2e                           | Luke Plapp                   | Australie                    | Ineos Grenadiers             | + 59 s                       |
| 3e                           | Antonio Tiberi               | Italie                       | Trek-Segafredo               | + 2 min 33 s                 |
| 4e                           | Einer Rubio                  | Colombie                     | Movistar Team                | + 2 min 57 s                 |
| 5e                           | Brandon McNulty              | États-Unis                   | UAE Team Emirates            | + 3 min 02 s                 |
| 6e                           | Matthew Riccitello           | États-Unis                   | Israel-Premier Tech          | + 3 min 18 s                 |
| 7e                           | Valentin Paret-Peintre       | France                       | AG2R Citroën Team            | + 3 min 29 s                 |
| 8e                           | Andreas Leknessund           | Norvège                      | Team DSM                     | + 3 min 39 s                 |
| 9e                           | Yannis Voisard               | Suisse                       | Tudor Pro Cycling Team       | + 3 min 41 s                 |
| 10e                          | Georg Steinhauser            | Allemagne                    | EF Education-EasyPost        | + 3 min 50 s                 |

| Classement par équipes | Classement par équipes   | Classement par équipes | Classement par équipes |
| Équipe                 | Équipe                   | Pays                   | Temps                  |
| ---------------------- | ------------------------ | ---------------------- | ---------------------- |
| 1re                    | UAE Team Emirates        | Émirats arabes unis    | 69 h 48 min 08 s       |
| 2e                     | AG2R Citroën Team        | France                 | + 1 min 15 s           |
| 3e                     | EF Education-EasyPost    | États-Unis             | + 1 min 41 s           |
| 4e                     | Jumbo-Visma              | Pays-Bas               | + 6 min 37 s           |
| 5e                     | Intermarché-Circus-Wanty | Belgique               | + 6 min 58 s           |
| 6e                     | Soudal Quick-Step        | Belgique               | + 7 min 09 s           |
| 7e                     | Trek-Segafredo           | États-Unis             | + 7 min 19 s           |
| 8e                     | Israel-Premier Tech      | Israël                 | + 10 min 02 s          |
| 9e                     | Astana Qazaqstan Team    | Kazakhstan             | + 10 min 39 s          |
| 10e                    | Bahrain Victorious       | Bahreïn                | + 11 min 23 s          |

| Classement par équipes | Classement par équipes   | Classement par équipes | Classement par équipes |
| Équipe                 | Équipe                   | Pays                   | Temps                  |
| ---------------------- | ------------------------ | ---------------------- | ---------------------- |
| 1re                    | UAE Team Emirates        | Émirats arabes unis    | 69 h 48 min 08 s       |
| 2e                     | AG2R Citroën Team        | France                 | + 1 min 15 s           |
| 3e                     | EF Education-EasyPost    | États-Unis             | + 1 min 41 s           |
| 4e                     | Jumbo-Visma              | Pays-Bas               | + 6 min 37 s           |
| 5e                     | Intermarché-Circus-Wanty | Belgique               | + 6 min 58 s           |
| 6e                     | Soudal Quick-Step        | Belgique               | + 7 min 09 s           |
| 7e                     | Trek-Segafredo           | États-Unis             | + 7 min 19 s           |
| 8e                     | Israel-Premier Tech      | Israël                 | + 10 min 02 s          |
| 9e                     | Astana Qazaqstan Team    | Kazakhstan             | + 10 min 39 s          |
| 10e                    | Bahrain Victorious       | Bahreïn                | + 11 min 23 s          |

### Classements UCI
La course attribue des points au Classement mondial UCI 2023 selon le barème suivant, :
| Position           | 1er | 2e  | 3e  | 4e  | 5e  | 6e  | 7e | 8e | 9e | 10e | 11e | 12e | 13e à 15e | 16e à 25e |
| Classement général | 300 | 250 | 215 | 175 | 120 | 115 | 95 | 75 | 60 | 50  | 40  | 35  | 5         | 3         |
| Par étapes         | 40  | 25  | 20  | 15  | 10  | 8   | 5  | 3  | 2  | 1   |     |     |           |           |
| Leader             | 6   |     |     |     |     |     |    |    |    |     |     |     |           |           |

## Évolution des classements
| Étape              | Vainqueur          | Classement général | Classement par points | Classement des sprints | Classement du meilleur jeune | Classement par équipes |
| ------------------ | ------------------ | ------------------ | --------------------- | ---------------------- | ---------------------------- | ---------------------- |
| 1                  | Tim Merlier        | Tim Merlier        | Tim Merlier           | Luke Plapp             | Luke Plapp                   | Soudal Quick-Step      |
| 2                  | Soudal Quick-Step  | Luke Plapp         | Tim Merlier           | Luke Plapp             | Luke Plapp                   | Soudal Quick-Step      |
| 3                  | Einer Rubio        | Remco Evenepoel    | Luke Plapp            | Edward Planckaert      | Remco Evenepoel              | EF Education-EasyPost  |
| 4                  | Sebastián Molano   | Remco Evenepoel    | Olav Kooij            | Edward Planckaert      | Remco Evenepoel              | EF Education-EasyPost  |
| 5                  | Dylan Groenewegen  | Remco Evenepoel    | Tim Merlier           | Edward Planckaert      | Remco Evenepoel              | EF Education-EasyPost  |
| 6                  | Tim Merlier        | Remco Evenepoel    | Tim Merlier           | Edward Planckaert      | Remco Evenepoel              | EF Education-EasyPost  |
| 7                  | Adam Yates         | Remco Evenepoel    | Tim Merlier           | Edward Planckaert      | Remco Evenepoel              | UAE Emirates           |
| Classements finals | Classements finals | Remco Evenepoel    | Tim Merlier           | Edward Planckaert      | Remco Evenepoel              | UAE Emirates           |

## Liste des participants
| Soudal Quick-Step SOQ | Soudal Quick-Step SOQ                   | Soudal Quick-Step SOQ |
| --------------------- | --------------------------------------- | --------------------- |
| Num                   | Coureur                                 | Pos                   |
| 1                     | Remco Evenepoel (BEL) (route et chrono) | 1er                   |
| 2                     | Josef Černý (CZE)                       | 120e                  |
| 3                     | Tim Merlier (BEL) (route)               | 96e                   |
| 4                     | Mauro Schmid (SUI)                      | 31e                   |
| 5                     | Pieter Serry (BEL)                      | 65e                   |
| 6                     | Bert Van Lerberghe (BEL)                | 122e                  |
| 7                     | Louis Vervaeke (BEL)                    | 67e                   |

| AG2R Citroën Team ACT | AG2R Citroën Team ACT        | AG2R Citroën Team ACT |
| --------------------- | ---------------------------- | --------------------- |
| Num                   | Coureur                      | Pos                   |
| 11                    | Geoffrey Bouchard (FRA)      | 24e                   |
| 12                    | Alex Baudin (FRA)            | 34e                   |
| 13                    | Clément Berthet (FRA)        | 16e                   |
| 14                    | Jaakko Hänninen (FIN)        | 46e                   |
| 15                    | Paul Lapeira (FRA)           |                       |
| 16                    | Valentin Paret-Peintre (FRA) | 18e                   |
| 17                    | Lawrence Warbasse (USA)      | 37e                   |

| Alpecin-Deceuninck ADC | Alpecin-Deceuninck ADC      | Alpecin-Deceuninck ADC |
| ---------------------- | --------------------------- | ---------------------- |
| Num                    | Coureur                     | Pos                    |
| 21                     | Ramon Sinkeldam (NED)       | 82e                    |
| 22                     | Maurice Ballerstedt (GER)   | 98e                    |
| 23                     | Senne Leysen (BEL)          | 83e                    |
| 24                     | Jason Osborne (GER)         | 26e                    |
| 25                     | Edward Planckaert (BEL)     | 131e                   |
| 26                     | Jensen Plowright (AUS)      | 116e                   |
| 27                     | Fabio Van den Bossche (BEL) | 105e                   |

| Astana Qazaqstan Team AST | Astana Qazaqstan Team AST    | Astana Qazaqstan Team AST |
| ------------------------- | ---------------------------- | ------------------------- |
| Num                       | Coureur                      | Pos                       |
| 31                        | Mark Cavendish (GBR) (route) | 89e                       |
| 32                        | Cees Bol (NED)               | 86e                       |
| 33                        | Dmitriy Gruzdev (KAZ)        | 126e                      |
| 34                        | Alexey Lutsenko (KAZ)        | 28e                       |
| 35                        | Davide Martinelli (ITA)      | 100e                      |
| 36                        | Javier Romo (ESP)            | 66e                       |
| 37                        | Harold Tejada (COL)          | 41e                       |

| Bahrain Victorious TBV | Bahrain Victorious TBV         | Bahrain Victorious TBV |
| ---------------------- | ------------------------------ | ---------------------- |
| Num                    | Coureur                        | Pos                    |
| 41                     | Pello Bilbao (ESP)             | 4e                     |
| 42                     | Nikias Arndt (GER)             | 55e                    |
| 43                     | Matevž Govekar (SLO)           | 104e                   |
| 44                     | Fran Miholjević (CRO) (chrono) | 87e                    |
| 45                     | Wout Poels (NED)               | 6e                     |
| 46                     | Johan Price-Pejtersen (DEN)    | 118e                   |
| 47                     | Phil Bauhaus (GER)             | 103e                   |

| Bora-Hansgrohe BOH | Bora-Hansgrohe BOH     | Bora-Hansgrohe BOH |
| ------------------ | ---------------------- | ------------------ |
| Num                | Coureur                | Pos                |
| 51                 | Sam Bennett (IRL)      | 113e               |
| 52                 | Shane Archbold (NZL)   | 102e               |
| 53                 | Emanuel Buchmann (GER) | 9e                 |
| 54                 | Patrick Gamper (AUT)   | 64e                |
| 55                 | Ryan Mullen (IRL)      | 77e                |
| 56                 | Danny van Poppel (NED) | 79e                |
| 57                 | Ben Zwiehoff (GER)     | 8e                 |

| EF Education-EasyPost EFE | EF Education-EasyPost EFE | EF Education-EasyPost EFE |
| ------------------------- | ------------------------- | ------------------------- |
| Num                       | Coureur                   | Pos                       |
| 61                        | Andrey Amador (CRC)       | 39e                       |
| 62                        | Diego Camargo (COL)       | 50e                       |
| 63                        | Simon Carr (GBR)          | 52e                       |
| 64                        | Stefan de Bod (RSA)       | 11e                       |
| 65                        | Georg Steinhauser (GER)   | 22e                       |
| 66                        | Marijn van den Berg (NED) | 63e                       |
| 67                        | Łukasz Wiśniowski (POL)   | 111e                      |

| Green Project-Bardiani CSF-Faizanè BCF | Green Project-Bardiani CSF-Faizanè BCF | Green Project-Bardiani CSF-Faizanè BCF |
| -------------------------------------- | -------------------------------------- | -------------------------------------- |
| Num                                    | Coureur                                | Pos                                    |
| 71                                     | Luca Colnaghi (ITA)                    | 112e                                   |
| 72                                     | Luca Covili (ITA)                      | 33e                                    |
| 73                                     | Riccardo Lucca (ITA)                   | 110e                                   |
| 74                                     | Filippo Magli (ITA)                    | 90e                                    |
| 75                                     | Alessandro Tonelli (ITA)               | 45e                                    |
| 76                                     | Enrico Zanoncello (ITA)                | 128e                                   |
| 77                                     | Samuele Zoccarato (ITA)                | 40e                                    |

| Groupama-FDJ GFC | Groupama-FDJ GFC          | Groupama-FDJ GFC |
| ---------------- | ------------------------- | ---------------- |
| Num              | Coureur                   | Pos              |
| 81               | Arnaud Démare (FRA)       | 85e              |
| 82               | Clément Davy (FRA)        | 70e              |
| 83               | Ignatas Konovalovas (LTU) | 68e              |
| 84               | Laurence Pithie (NZL)     | 84e              |
| 85               | Michael Storer (AUS)      | 12e              |
| 86               | Reuben Thompson (NZL)     | 44e              |
| 87               | Bram Welten (NED)         | 117e             |

| Ineos Grenadiers IGD | Ineos Grenadiers IGD     | Ineos Grenadiers IGD |
| -------------------- | ------------------------ | -------------------- |
| Num                  | Coureur                  | Pos                  |
| 91                   | Elia Viviani (ITA)       | 123e                 |
| 92                   | Kim Heiduk (GER)         | 74e                  |
| 93                   | Luke Plapp (AUS) (route) | 2e                   |
| 94                   | Ben Swift (GBR)          | 48e                  |
| 95                   | Joshua Tarling (GBR)     | 49e                  |
| 96                   | Ben Tulett (GBR)         | 51e                  |
| 97                   | Cameron Wurf (AUS)       | 133e                 |

| Intermarché-Circus-Wanty ICW | Intermarché-Circus-Wanty ICW | Intermarché-Circus-Wanty ICW |
| ---------------------------- | ---------------------------- | ---------------------------- |
| Num                          | Coureur                      | Pos                          |
| 101                          | Louis Meintjes (RSA)         | 25e                          |
| 102                          | Julius Johansen (DEN)        | 58e                          |
| 103                          | Tom Paquot (BEL)             | 73e                          |
| 104                          | Simone Petilli (ITA)         | 47e                          |
| 105                          | Rein Taaramäe (EST) (chrono) | 19e                          |
| 106                          | Gerben Thijssen (BEL)        | 106e                         |
| 107                          | Boy van Poppel (NED)         | 107e                         |

| Israel-Premier Tech IPT | Israel-Premier Tech IPT      | Israel-Premier Tech IPT |
| ----------------------- | ---------------------------- | ----------------------- |
| Num                     | Coureur                      | Pos                     |
| 111                     | Jakob Fuglsang (DEN)         | NP-5                    |
| 112                     | Itamar Einhorn (ISR) (route) | 125e                    |
| 113                     | Derek Gee (CAN) (chrono)     | 43e                     |
| 114                     | Ben Hermans (BEL)            |                         |
| 115                     | Taj Jones (AUS)              | 108e                    |
| 116                     | Matthew Riccitello (USA)     | 17e                     |
| 117                     | Mads Würtz Schmidt (DEN)     | 36e                     |

| Jumbo-Visma TJV | Jumbo-Visma TJV          | Jumbo-Visma TJV |
| --------------- | ------------------------ | --------------- |
| Num             | Coureur                  | Pos             |
| 121             | Sepp Kuss (USA)          | 5e              |
| 122             | Thomas Gloag (GBR)       | 27e             |
| 123             | Michel Hessmann (GER)    | 42e             |
| 124             | Lennard Hofstede (NED)   | 94e             |
| 125             | Olav Kooij (NED)         | 119e            |
| 126             | Timo Roosen (NED)        | 59e             |
| 127             | Tosh Van der Sande (BEL) | 69e             |

| Lotto Dstny LTD | Lotto Dstny LTD           | Lotto Dstny LTD |
| --------------- | ------------------------- | --------------- |
| Num             | Coureur                   | Pos             |
| 131             | Caleb Ewan (AUS)          | 93e             |
| 132             | Thomas De Gendt (BEL)     | 60e             |
| 133             | Jarrad Drizners (AUS)     | 88e             |
| 134             | Jacopo Guarnieri (ITA)    | 81e             |
| 135             | Michael Schwarzmann (GER) | 109e            |
| 136             | Rüdiger Selig (GER)       | 97e             |
| 137             | Eduardo Sepúlveda (ARG)   | 29e             |

| Movistar Team MOV | Movistar Team MOV                  | Movistar Team MOV |
| ----------------- | ---------------------------------- | ----------------- |
| Num               | Coureur                            | Pos               |
| 141               | Fernando Gaviria (COL)             | 121e              |
| 142               | Juri Hollmann (GER)                | 71e               |
| 143               | Johan Jacobs (SUI)                 | 124e              |
| 144               | Oier Lazkano (ESP)                 | 91e               |
| 145               | Óscar Rodríguez Garaicoechea (ESP) | 23e               |
| 146               | Einer Rubio (COL)                  | 13e               |
| 147               | Albert Torres (ESP)                | 53e               |

| Team DSM DSM | Team DSM DSM               | Team DSM DSM |
| ------------ | -------------------------- | ------------ |
| Num          | Coureur                    | Pos          |
| 151          | Andreas Leknessund (NOR)   | 20e          |
| 152          | Tobias Lund Andresen (DEN) | NP-3         |
| 153          | Alexander Edmondson (AUS)  | 99e          |
| 154          | Frederik Rodenberg (DEN)   | NP-4         |
| 155          | Niklas Märkl (GER)         | 57e          |
| 156          | Harm Vanhoucke (BEL)       | 10e          |
| 157          | Sam Welsford (AUS)         | 115e         |

| Team Jayco AlUla JAY | Team Jayco AlUla JAY    | Team Jayco AlUla JAY |
| -------------------- | ----------------------- | -------------------- |
| Num                  | Coureur                 | Pos                  |
| 161                  | Dylan Groenewegen (NED) | 101e                 |
| 162                  | Michael Hepburn (AUS)   | 61e                  |
| 163                  | Jan Maas (NED)          | 62e                  |
| 164                  | Luka Mezgec (SLO)       | 95e                  |
| 165                  | Blake Quick (AUS)       | 114e                 |
| 166                  | Elmar Reinders (NED)    | 78e                  |
| 167                  | Callum Scotson (AUS)    | 15e                  |

| Trek-Segafredo TFS | Trek-Segafredo TFS            | Trek-Segafredo TFS |
| ------------------ | ----------------------------- | ------------------ |
| Num                | Coureur                       | Pos                |
| 171                | Antonio Tiberi (ITA)          | 7e                 |
| 172                | Jon Aberasturi (ESP)          | 80e                |
| 173                | Marc Brustenga (ESP)          | 75e                |
| 174                | Amanuel Ghebreigzabhier (ERI) | 30e                |
| 175                | Asbjørn Hellemose (DEN)       | 32e                |
| 176                | Emīls Liepiņš (LAT) (route)   | 92e                |
| 177                | Antwan Tolhoek (NED)          | NP-6               |

| Tudor Pro Cycling Team TUD | Tudor Pro Cycling Team TUD     | Tudor Pro Cycling Team TUD |
| -------------------------- | ------------------------------ | -------------------------- |
| Num                        | Coureur                        | Pos                        |
| 181                        | Arvid de Kleijn (NED)          | 130e                       |
| 182                        | Sebastian Kolze Changizi (DEN) | 132e                       |
| 183                        | Miká Heming (GER)              | 72e                        |
| 184                        | Arthur Kluckers (LUX)          | 54e                        |
| 185                        | Rick Pluimers (NED)            | 76e                        |
| 186                        | Yannis Voisard (SUI)           | 21e                        |
| 187                        | Maikel Zijlaard (NED)          | 127e                       |

| UAE Team Emirates UAD | UAE Team Emirates UAD      | UAE Team Emirates UAD |
| --------------------- | -------------------------- | --------------------- |
| Num                   | Coureur                    | Pos                   |
| 191                   | Adam Yates (GBR)           | 3e                    |
| 192                   | Mikkel Bjerg (DEN)         | 35e                   |
| 193                   | Vegard Stake Laengen (NOR) | 56e                   |
| 194                   | Brandon McNulty (USA)      | 14e                   |
| 195                   | Sebastián Molano (COL)     | 129e                  |
| 196                   | Marc Soler (ESP)           | 38e                   |
| 197                   | Jay Vine (AUS) (chrono)    | NP-3                  |

| Soudal Quick-Step SOQ | Soudal Quick-Step SOQ                   | Soudal Quick-Step SOQ |
| --------------------- | --------------------------------------- | --------------------- |
| Num                   | Coureur                                 | Pos                   |
| 1                     | Remco Evenepoel (BEL) (route et chrono) | 1er                   |
| 2                     | Josef Černý (CZE)                       | 120e                  |
| 3                     | Tim Merlier (BEL) (route)               | 96e                   |
| 4                     | Mauro Schmid (SUI)                      | 31e                   |
| 5                     | Pieter Serry (BEL)                      | 65e                   |
| 6                     | Bert Van Lerberghe (BEL)                | 122e                  |
| 7                     | Louis Vervaeke (BEL)                    | 67e                   |

| AG2R Citroën Team ACT | AG2R Citroën Team ACT        | AG2R Citroën Team ACT |
| --------------------- | ---------------------------- | --------------------- |
| Num                   | Coureur                      | Pos                   |
| 11                    | Geoffrey Bouchard (FRA)      | 24e                   |
| 12                    | Alex Baudin (FRA)            | 34e                   |
| 13                    | Clément Berthet (FRA)        | 16e                   |
| 14                    | Jaakko Hänninen (FIN)        | 46e                   |
| 15                    | Paul Lapeira (FRA)           |                       |
| 16                    | Valentin Paret-Peintre (FRA) | 18e                   |
| 17                    | Lawrence Warbasse (USA)      | 37e                   |

| Alpecin-Deceuninck ADC | Alpecin-Deceuninck ADC      | Alpecin-Deceuninck ADC |
| ---------------------- | --------------------------- | ---------------------- |
| Num                    | Coureur                     | Pos                    |
| 21                     | Ramon Sinkeldam (NED)       | 82e                    |
| 22                     | Maurice Ballerstedt (GER)   | 98e                    |
| 23                     | Senne Leysen (BEL)          | 83e                    |
| 24                     | Jason Osborne (GER)         | 26e                    |
| 25                     | Edward Planckaert (BEL)     | 131e                   |
| 26                     | Jensen Plowright (AUS)      | 116e                   |
| 27                     | Fabio Van den Bossche (BEL) | 105e                   |

| Astana Qazaqstan Team AST | Astana Qazaqstan Team AST    | Astana Qazaqstan Team AST |
| ------------------------- | ---------------------------- | ------------------------- |
| Num                       | Coureur                      | Pos                       |
| 31                        | Mark Cavendish (GBR) (route) | 89e                       |
| 32                        | Cees Bol (NED)               | 86e                       |
| 33                        | Dmitriy Gruzdev (KAZ)        | 126e                      |
| 34                        | Alexey Lutsenko (KAZ)        | 28e                       |
| 35                        | Davide Martinelli (ITA)      | 100e                      |
| 36                        | Javier Romo (ESP)            | 66e                       |
| 37                        | Harold Tejada (COL)          | 41e                       |

| Bahrain Victorious TBV | Bahrain Victorious TBV         | Bahrain Victorious TBV |
| ---------------------- | ------------------------------ | ---------------------- |
| Num                    | Coureur                        | Pos                    |
| 41                     | Pello Bilbao (ESP)             | 4e                     |
| 42                     | Nikias Arndt (GER)             | 55e                    |
| 43                     | Matevž Govekar (SLO)           | 104e                   |
| 44                     | Fran Miholjević (CRO) (chrono) | 87e                    |
| 45                     | Wout Poels (NED)               | 6e                     |
| 46                     | Johan Price-Pejtersen (DEN)    | 118e                   |
| 47                     | Phil Bauhaus (GER)             | 103e                   |

| Bora-Hansgrohe BOH | Bora-Hansgrohe BOH     | Bora-Hansgrohe BOH |
| ------------------ | ---------------------- | ------------------ |
| Num                | Coureur                | Pos                |
| 51                 | Sam Bennett (IRL)      | 113e               |
| 52                 | Shane Archbold (NZL)   | 102e               |
| 53                 | Emanuel Buchmann (GER) | 9e                 |
| 54                 | Patrick Gamper (AUT)   | 64e                |
| 55                 | Ryan Mullen (IRL)      | 77e                |
| 56                 | Danny van Poppel (NED) | 79e                |
| 57                 | Ben Zwiehoff (GER)     | 8e                 |

| EF Education-EasyPost EFE | EF Education-EasyPost EFE | EF Education-EasyPost EFE |
| ------------------------- | ------------------------- | ------------------------- |
| Num                       | Coureur                   | Pos                       |
| 61                        | Andrey Amador (CRC)       | 39e                       |
| 62                        | Diego Camargo (COL)       | 50e                       |
| 63                        | Simon Carr (GBR)          | 52e                       |
| 64                        | Stefan de Bod (RSA)       | 11e                       |
| 65                        | Georg Steinhauser (GER)   | 22e                       |
| 66                        | Marijn van den Berg (NED) | 63e                       |
| 67                        | Łukasz Wiśniowski (POL)   | 111e                      |

| Green Project-Bardiani CSF-Faizanè BCF | Green Project-Bardiani CSF-Faizanè BCF | Green Project-Bardiani CSF-Faizanè BCF |
| -------------------------------------- | -------------------------------------- | -------------------------------------- |
| Num                                    | Coureur                                | Pos                                    |
| 71                                     | Luca Colnaghi (ITA)                    | 112e                                   |
| 72                                     | Luca Covili (ITA)                      | 33e                                    |
| 73                                     | Riccardo Lucca (ITA)                   | 110e                                   |
| 74                                     | Filippo Magli (ITA)                    | 90e                                    |
| 75                                     | Alessandro Tonelli (ITA)               | 45e                                    |
| 76                                     | Enrico Zanoncello (ITA)                | 128e                                   |
| 77                                     | Samuele Zoccarato (ITA)                | 40e                                    |

| Groupama-FDJ GFC | Groupama-FDJ GFC          | Groupama-FDJ GFC |
| ---------------- | ------------------------- | ---------------- |
| Num              | Coureur                   | Pos              |
| 81               | Arnaud Démare (FRA)       | 85e              |
| 82               | Clément Davy (FRA)        | 70e              |
| 83               | Ignatas Konovalovas (LTU) | 68e              |
| 84               | Laurence Pithie (NZL)     | 84e              |
| 85               | Michael Storer (AUS)      | 12e              |
| 86               | Reuben Thompson (NZL)     | 44e              |
| 87               | Bram Welten (NED)         | 117e             |

| Ineos Grenadiers IGD | Ineos Grenadiers IGD     | Ineos Grenadiers IGD |
| -------------------- | ------------------------ | -------------------- |
| Num                  | Coureur                  | Pos                  |
| 91                   | Elia Viviani (ITA)       | 123e                 |
| 92                   | Kim Heiduk (GER)         | 74e                  |
| 93                   | Luke Plapp (AUS) (route) | 2e                   |
| 94                   | Ben Swift (GBR)          | 48e                  |
| 95                   | Joshua Tarling (GBR)     | 49e                  |
| 96                   | Ben Tulett (GBR)         | 51e                  |
| 97                   | Cameron Wurf (AUS)       | 133e                 |

| Intermarché-Circus-Wanty ICW | Intermarché-Circus-Wanty ICW | Intermarché-Circus-Wanty ICW |
| ---------------------------- | ---------------------------- | ---------------------------- |
| Num                          | Coureur                      | Pos                          |
| 101                          | Louis Meintjes (RSA)         | 25e                          |
| 102                          | Julius Johansen (DEN)        | 58e                          |
| 103                          | Tom Paquot (BEL)             | 73e                          |
| 104                          | Simone Petilli (ITA)         | 47e                          |
| 105                          | Rein Taaramäe (EST) (chrono) | 19e                          |
| 106                          | Gerben Thijssen (BEL)        | 106e                         |
| 107                          | Boy van Poppel (NED)         | 107e                         |

| Israel-Premier Tech IPT | Israel-Premier Tech IPT      | Israel-Premier Tech IPT |
| ----------------------- | ---------------------------- | ----------------------- |
| Num                     | Coureur                      | Pos                     |
| 111                     | Jakob Fuglsang (DEN)         | NP-5                    |
| 112                     | Itamar Einhorn (ISR) (route) | 125e                    |
| 113                     | Derek Gee (CAN) (chrono)     | 43e                     |
| 114                     | Ben Hermans (BEL)            |                         |
| 115                     | Taj Jones (AUS)              | 108e                    |
| 116                     | Matthew Riccitello (USA)     | 17e                     |
| 117                     | Mads Würtz Schmidt (DEN)     | 36e                     |

| Jumbo-Visma TJV | Jumbo-Visma TJV          | Jumbo-Visma TJV |
| --------------- | ------------------------ | --------------- |
| Num             | Coureur                  | Pos             |
| 121             | Sepp Kuss (USA)          | 5e              |
| 122             | Thomas Gloag (GBR)       | 27e             |
| 123             | Michel Hessmann (GER)    | 42e             |
| 124             | Lennard Hofstede (NED)   | 94e             |
| 125             | Olav Kooij (NED)         | 119e            |
| 126             | Timo Roosen (NED)        | 59e             |
| 127             | Tosh Van der Sande (BEL) | 69e             |

| Lotto Dstny LTD | Lotto Dstny LTD           | Lotto Dstny LTD |
| --------------- | ------------------------- | --------------- |
| Num             | Coureur                   | Pos             |
| 131             | Caleb Ewan (AUS)          | 93e             |
| 132             | Thomas De Gendt (BEL)     | 60e             |
| 133             | Jarrad Drizners (AUS)     | 88e             |
| 134             | Jacopo Guarnieri (ITA)    | 81e             |
| 135             | Michael Schwarzmann (GER) | 109e            |
| 136             | Rüdiger Selig (GER)       | 97e             |
| 137             | Eduardo Sepúlveda (ARG)   | 29e             |

| Movistar Team MOV | Movistar Team MOV                  | Movistar Team MOV |
| ----------------- | ---------------------------------- | ----------------- |
| Num               | Coureur                            | Pos               |
| 141               | Fernando Gaviria (COL)             | 121e              |
| 142               | Juri Hollmann (GER)                | 71e               |
| 143               | Johan Jacobs (SUI)                 | 124e              |
| 144               | Oier Lazkano (ESP)                 | 91e               |
| 145               | Óscar Rodríguez Garaicoechea (ESP) | 23e               |
| 146               | Einer Rubio (COL)                  | 13e               |
| 147               | Albert Torres (ESP)                | 53e               |

| Team DSM DSM | Team DSM DSM               | Team DSM DSM |
| ------------ | -------------------------- | ------------ |
| Num          | Coureur                    | Pos          |
| 151          | Andreas Leknessund (NOR)   | 20e          |
| 152          | Tobias Lund Andresen (DEN) | NP-3         |
| 153          | Alexander Edmondson (AUS)  | 99e          |
| 154          | Frederik Rodenberg (DEN)   | NP-4         |
| 155          | Niklas Märkl (GER)         | 57e          |
| 156          | Harm Vanhoucke (BEL)       | 10e          |
| 157          | Sam Welsford (AUS)         | 115e         |

| Team Jayco AlUla JAY | Team Jayco AlUla JAY    | Team Jayco AlUla JAY |
| -------------------- | ----------------------- | -------------------- |
| Num                  | Coureur                 | Pos                  |
| 161                  | Dylan Groenewegen (NED) | 101e                 |
| 162                  | Michael Hepburn (AUS)   | 61e                  |
| 163                  | Jan Maas (NED)          | 62e                  |
| 164                  | Luka Mezgec (SLO)       | 95e                  |
| 165                  | Blake Quick (AUS)       | 114e                 |
| 166                  | Elmar Reinders (NED)    | 78e                  |
| 167                  | Callum Scotson (AUS)    | 15e                  |

| Trek-Segafredo TFS | Trek-Segafredo TFS            | Trek-Segafredo TFS |
| ------------------ | ----------------------------- | ------------------ |
| Num                | Coureur                       | Pos                |
| 171                | Antonio Tiberi (ITA)          | 7e                 |
| 172                | Jon Aberasturi (ESP)          | 80e                |
| 173                | Marc Brustenga (ESP)          | 75e                |
| 174                | Amanuel Ghebreigzabhier (ERI) | 30e                |
| 175                | Asbjørn Hellemose (DEN)       | 32e                |
| 176                | Emīls Liepiņš (LAT) (route)   | 92e                |
| 177                | Antwan Tolhoek (NED)          | NP-6               |

| Tudor Pro Cycling Team TUD | Tudor Pro Cycling Team TUD     | Tudor Pro Cycling Team TUD |
| -------------------------- | ------------------------------ | -------------------------- |
| Num                        | Coureur                        | Pos                        |
| 181                        | Arvid de Kleijn (NED)          | 130e                       |
| 182                        | Sebastian Kolze Changizi (DEN) | 132e                       |
| 183                        | Miká Heming (GER)              | 72e                        |
| 184                        | Arthur Kluckers (LUX)          | 54e                        |
| 185                        | Rick Pluimers (NED)            | 76e                        |
| 186                        | Yannis Voisard (SUI)           | 21e                        |
| 187                        | Maikel Zijlaard (NED)          | 127e                       |

| UAE Team Emirates UAD | UAE Team Emirates UAD      | UAE Team Emirates UAD |
| --------------------- | -------------------------- | --------------------- |
| Num                   | Coureur                    | Pos                   |
| 191                   | Adam Yates (GBR)           | 3e                    |
| 192                   | Mikkel Bjerg (DEN)         | 35e                   |
| 193                   | Vegard Stake Laengen (NOR) | 56e                   |
| 194                   | Brandon McNulty (USA)      | 14e                   |
| 195                   | Sebastián Molano (COL)     | 129e                  |
| 196                   | Marc Soler (ESP)           | 38e                   |
| 197                   | Jay Vine (AUS) (chrono)    | NP-3                  |